# 大矢歩
大矢 歩（おおや あゆみ、1994年11月8日 - ）は、群馬県みどり市（旧・新田郡笠懸町）出身の女子サッカー選手。バニーズ群馬FCホワイトスター所属。ポジションはフォワード。

## 経歴
みどり市立笠懸小学校、みどり市立笠懸中学校、共愛学園高等学校、環太平洋大学短期大学部卒業。
両親は教員で、6学年上の姉がいる。

### ユース
小学4年生の時に同じ学校の男友達に誘われてサッカーを始める。小学校年代ではFC笠懸84、中学・高校年代では群馬FCホワイトスターと地元群馬県のジュニアチームでプレー。小学3年から高校2年まで桐生スケートクラブにも在籍していた。2008年には日本サッカー協会の『2008ナショナルトレセン女子U-15』に召集される。この時のU-15女子ナショナルトレセン召集メンバーの中には仲田歩夢、京川舞、猶本光、高木ひかりや、スピードスケートでバンクーバーオリンピックに出場した髙木美帆らがいた。
2011年、高校1年時に休学し、ドイツ・女子ブンデスリーガのFCR2001デュースブルクに入団したが、メディカルチェックで異常が見つかり治療のため帰国、海外挑戦は短期間なものとなった。帰国後はAAC高崎ホワイトスターでプレーした。

### シニア
2014年、環太平洋大学短期大学部に入学。同時にサッカー部に入部すると共に愛媛FCレディースに所属選手登録される。
2021年10月9日のNGUラブリッジ名古屋戦で、なでしこリーグ通算150試合出場を達成した。
2022年、8年間在籍した愛媛FCレディースから、なでしこリーグ1部に昇格したバニーズ群馬FCホワイトスターへ完全移籍。
2024年4月21日のなでしこリーグ1部・朝日インテック・ラブリッジ名古屋戦にてリーグ戦通算200試合出場を達成し、シーズン終了後に特別表彰された。

### 代表
2017年にラ・マンガU-23女子国際大会（ラ・マンガ／スペイン）に参加するU-23日本女子代表に選出されると、U-23スウェーデン女子代表戦で得点を挙げた。同年4月にはなでしこジャパンに初選出され、4月9日に熊本県民総合運動公園陸上競技場で開催された対コスタリカ女子代表戦に後半38分から途中出場して国際Aマッチデビューを果たした。

## 個人成績

### クラブ
| 国内大会個人成績 | 国内大会個人成績              | 国内大会個人成績 | 国内大会個人成績 | 国内大会個人成績 | 国内大会個人成績 | 国内大会個人成績 | 国内大会個人成績 | 国内大会個人成績 | 国内大会個人成績 | 国内大会個人成績 | 国内大会個人成績 |
| 年度             | クラブ                        | 背番号           | リーグ           | リーグ戦         | リーグ戦         | リーグ杯         | リーグ杯         | オープン杯       | オープン杯       | 期間通算         | 期間通算         |
| 年度             | クラブ                        | 背番号           | リーグ           | 出場             | 得点             | 出場             | 得点             | 出場             | 得点             | 出場             | 得点             |
| 日本             | 日本                          | 日本             | 日本             | リーグ戦         | リーグ戦         | リーグ杯         | リーグ杯         | 皇后杯           | 皇后杯           | 期間通算         | 期間通算         |
| ---------------- | ----------------------------- | ---------------- | ---------------- | ---------------- | ---------------- | ---------------- | ---------------- | ---------------- | ---------------- | ---------------- | ---------------- |
| 2014             | 愛媛FCレディース              | 27               | チャレンジ       | 15               | 0                | -                | -                | 3                | 1                | 18               | 1                |
| 2015             | 愛媛FCレディース              | 9                | なでしこ2部      | 27               | 9                | -                | -                | 1                | 1                | 28               | 10               |
| 2016             | 愛媛FCレディース              | 9                | なでしこ2部      | 18               | 6                | 8                | 3                | 2                | 0                | 28               | 9                |
| 2017             | 愛媛FCレディース              | 9                | なでしこ2部      | 16               | 5                | 4                | 1                | 1                | 0                | 21               | 6                |
| 2018             | 愛媛FCレディース              | 9                | なでしこ2部      | 18               | 2                | 8                | 1                | 1                | 0                | 27               | 3                |
| 2019             | 愛媛FCレディース              | 9                | なでしこ2部      | 17               | 7                | 8                | 1                | 2                | 0                | 27               | 8                |
| 2020             | 愛媛FCレディース              | 9                | なでしこ1部      | 18               | 3                | -                | -                | 2                | 2                | 20               | 5                |
| 2021             | 愛媛FCレディース              | 7                | なでしこ1部      | 22               | 1                | -                | -                | 0                | 0                | 22               | 1                |
| 2022             | バニーズ群馬FC ホワイトスター | 8                | なでしこ1部      | 21               | 1                | -                | -                | 1                | 1                | 22               | 2                |
| 2023             | バニーズ群馬FC ホワイトスター | 8                | なでしこ1部      | 22               | 1                | -                | -                | 1                | 1                | 23               | 2                |
| 2024             | バニーズ群馬FC ホワイトスター | 8                | なでしこ1部      | 22               | 1                | -                | -                | 2                | 0                | 24               | 1                |
| 2025             | バニーズ群馬FC ホワイトスター | 10               | なでしこ2部      |                  |                  | -                | -                |                  |                  |                  |                  |
| 通算             | 日本                          | 日本             | 1部              | 18               | 3                | 0                | 0                | 2                | 2                | 20               | 5                |
| 通算             | 日本                          | 日本             | 2部              | 198              | 33               | 28               | 6                | 14               | 4                | 240              | 43               |
| 総通算           | 総通算                        | 総通算           | 総通算           | 216              | 36               | 28               | 6                | 16               | 6                | 260              | 48               |

- 日本女子サッカーリーグ
  - 初出場 - 2014年4月27日 チャレンジリーグ 第4節 ノジマステラ神奈川相模原戦 (丸山公園陸上競技場)[19]
  - 初得点 - 2015年4月12日 なでしこリーグ2部 第3節 JAPANサッカーカレッジレディース戦（新発田市五十公野公園陸上競技場)[19]
  - 通算150試合出場 - 2021年10月9日 なでしこリーグ1部 第21節 NGUラブリッジ名古屋戦 (愛媛県総合運動公園球技場)
  - 通算200試合出場 - 2024年4月21日 なでしこリーグ1部 第6節 朝日インテック・ラブリッジ名古屋戦 (CSアセット港サッカー場)[20]

### 代表
- 2017年4月9日 - 日本女子代表初出場 -  コスタリカ戦 (国際親善試合、熊本)

#### 主な出場大会
- U-23サッカー日本女子代表
  - 2017年 - ラ・マンガU-23女子国際大会
- 日本女子代表（なでしこジャパン）
  - 2017年 - 2017 トーナメント・オブ・ネーションズ（英語版）
  - 2017年 - EAFF E-1サッカー選手権2017
  - 2018年 - アルガルヴェ・カップ2018

#### 試合数
| 日本代表 | 国際Aマッチ | 国際Aマッチ |
| 年       | 出場        | 得点        |
| -------- | ----------- | ----------- |
| 2017     | 8           | 0           |
| 2018     | 1           | 0           |
| 通算     | 9           | 0           |

#### 出場試合
| #  | 開催日         | 開催都市     | スタジアム                          | 対戦国         | 結果  | 監督     | 大会                                                                   | 出典   |
| -- | -------------- | ------------ | ----------------------------------- | -------------- | ----- | -------- | ---------------------------------------------------------------------- | ------ |
| 1. | 2017年4月9日   | 熊本         | 熊本県民総合運動公園陸上競技場      | コスタリカ     | ○ 3-0 | 高倉麻子 | キリンチャレンジカップ2017 ～熊本地震復興支援マッチ がんばるばい熊本～ | [ 21 ] |
| 2. | 2017年6月9日   | ブレダ       | ラット・フェルレフ・スタディオン    | オランダ       | ○ 1-0 | 高倉麻子 | 国際親善試合 ～オランダ・ベルギー遠征～                                | [ 22 ] |
| 3. | 2017年6月13日  | ルーヴェン   | デン・ドリーフ                      | ベルギー       | △ 1-1 | 高倉麻子 | 国際親善試合 ～オランダ・ベルギー遠征～                                | [ 23 ] |
| 4. | 2017年7月27日  | シアトル     | センチュリーリンク・フィールド      | ブラジル       | △ 1-1 | 高倉麻子 | 2017 トーナメント・オブ・ネーションズ                                  | [ 24 ] |
| 5. | 2017年7月30日  | サンディエゴ | クアルコム・スタジアム              | オーストラリア | ● 2-4 | 高倉麻子 | 2017 トーナメント・オブ・ネーションズ                                  | [ 25 ] |
| 6. | 2017年11月24日 | アンマン     | キング・アブドゥッラー2世スタジアム | ヨルダン       | ○ 2-0 | 高倉麻子 | 国際親善試合 ～ ヨルダン遠征 ～                                        | [ 5 ]  |
| 7. | 2017年12月08日 | 千葉県       | フクダ電子アリーナ                  | 韓国           | ○3-2  | 高倉麻子 | EAFF E-1サッカー選手権2017                                             | [ 4 ]  |
| 8. | 2017年12月11日 | 千葉県       | フクダ電子アリーナ                  | 中国           | ○1-0  | 高倉麻子 | EAFF E-1サッカー選手権2017                                             | [ 1 ]  |
| 9. | 2018年3月2日   | パルシャル   | ベラ・ヴィスタ市営スタジアム        | アイスランド   | ○ 2-1 | 高倉麻子 | アルガルヴェ・カップ2018                                               | [ 8 ]  |

## タイトル・表彰

### クラブ
- 愛媛FCレディース
  - なでしこリーグ2部: 1回 (2019)

### 個人
- 日本女子サッカーリーグ
  - 特別表彰[注釈 1] (2024)